# 吴建平 (语言学家)
吴建平，厦门大学外文学院英文系教授、博士生导师，厦门大学外文学院副院长。研究方向为辞书学、双语词典学、语义学、语用学等。
发表数十篇论文，主持欧盟国际合作项目等多个重点项目，获得多个奖项。出版《辞书学与双语词典学探索》、《文化语义学理论建构探索》等专著，主编《英国文化辞典》等词典，合著、参编、编译《辞书学概论》、《柯林斯英汉词典》等数十本作品。

## 生平
1978-1985年：就读于福建师范大学外语系英语专业，1982年获得文学学士学位，毕业后留校任教至1985年；
1985-1988年：就读于厦门大学外文系英语专业，获得文学硕士学位；
1996-1998年：在英国埃克塞特大学访学，获聘为荣誉研究员；
2001-2006年：就读于厦门大学外文学院英文系，获得文学博士学位；
1988年至今：在厦门大学外文系任教。